# Грузија на Светском првенству у атлетици у дворани 2012.
Грузија је учествовала на Светском првенству у атлетици у дворани 2012. одржаном у Истанбулу од 9. до 11. марта шести пут. Репрезентацију Грузије представљало је двоје такмичара (1 мушкарац и 1 жена), који су се такмичили у трци на 400 метара.
Грузија није освојила ниједну медаљу али су њени такмичари остварили личне рекорде.

## Учесници
| Мушкарци: - Nika Kartavtsevi — 400 м | Жене: - Gaiane Ustiane — 400 м |  |

## Резултати

### Мушкарци
| Атлетичар        | Дисциплина | Лични рекорд | Квалификација | Квалификација | Полуфинале           | Полуфинале           | Финале               | Финале       | Детаљи |
| Атлетичар        | Дисциплина | Лични рекорд | Резултат      | Место         | Резултат             | Место                | Резултат             | Место        | Детаљи |
| ---------------- | ---------- | ------------ | ------------- | ------------- | -------------------- | -------------------- | -------------------- | ------------ | ------ |
| Nika Kartavtsevi | 400 м      |              | 48,27 ЛР      | 4. у гр. 6    | Није се квалификовао | Није се квалификовао | Није се квалификовао | 19 / 31 (32) |        |

### Жене
| Атлетичарка    | Дисциплина | Лични рекорд | Квалификације | Квалификације | Полуфинале            | Полуфинале            | Финале                | Финале       | Детаљи |
| Атлетичарка    | Дисциплина | Лични рекорд | Резултат      | Место         | Резултат              | Место                 | Резултат              | Место        | Детаљи |
| -------------- | ---------- | ------------ | ------------- | ------------- | --------------------- | --------------------- | --------------------- | ------------ | ------ |
| Gaiane Ustiane | 400 м      |              | 1:01,38 ЛР    | 5. у гр. 6    | Није се квалификовала | Није се квалификовала | Није се квалификовала | 28 / 30 (32) |        |